# 9453 Mallorca
9453 Mallorca è un asteroide della fascia principale. Scoperto nel 1998, presenta un'orbita caratterizzata da un semiasse maggiore pari a 2,9807344 au e da un'eccentricità di 0,0880318, inclinata di 10,45572° rispetto all'eclittica.
L'asteroide è dedicato all'isola spagnola di Maiorca, attraverso l'endonimo.